# Charango eléctrico

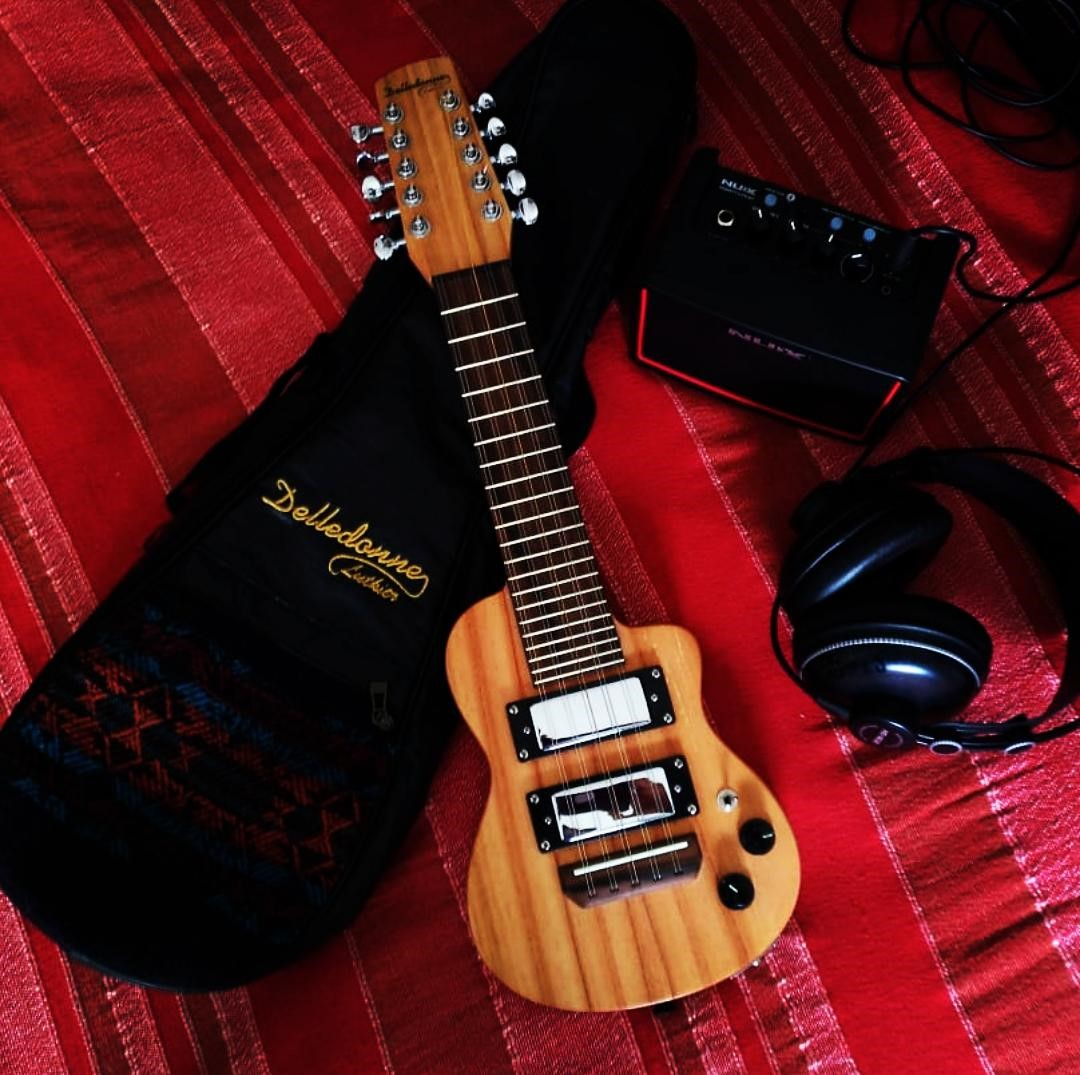
Charango eléctrico

El charango eléctrico es un instrumento musical desarrollado por el reconocido lutier Mariano Delledonne de la ciudad de La Plata, Argentina.
Se trata de un instrumento de cuerda que reúne las principales características de un charango tradicional tales como la afinación (E, A, E, C, G), pero con la particularidad de poseer cuerdas de metal y un sistema eléctrico con micrófonos electromagnéticos que le otorgan gran versatilidad a la hora de encontrar nuevos sonidos. El charango eléctrico permite ser utilizado con eficiencia en el mundo de los pedales de efectos y las nuevas tecnologías, ampliando el universo sonoro del charango tradicional que ha sido uno de los instrumentos más significativos del acervo cultural latinoamericano.

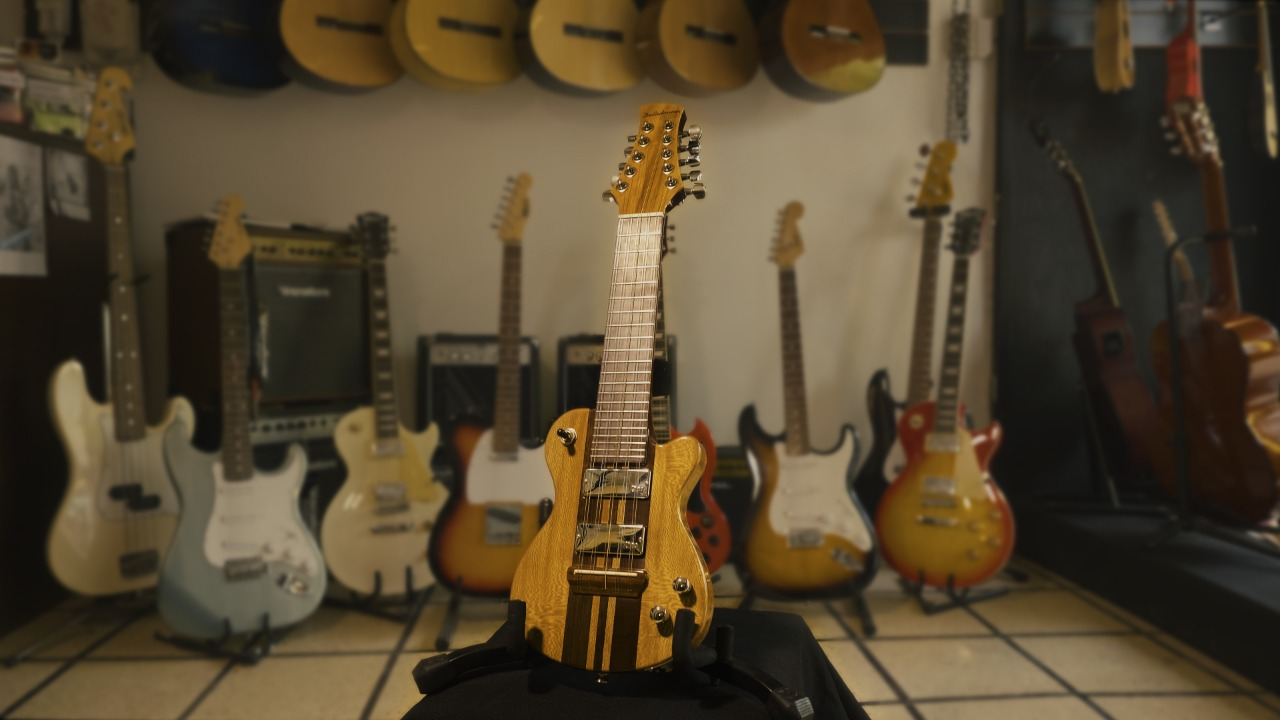
Charango eléctrico

Este instrumento ha recibido diversas distinciones, entre las que se destaca el Reconocimiento a la Excelencia Artesanal de la UNESCO. Además, ha sido presentado en relevantes festivales internacionales de la música y la luthería tales como The NAMM Show (EE. UU.), Internacional Folk Art Market (EE. UU.), Feria Internacional de Artesanías Hutzot Hayotzer (Israel), Charangos del Mundo (Chile, Perú, Argentina), entre otros.

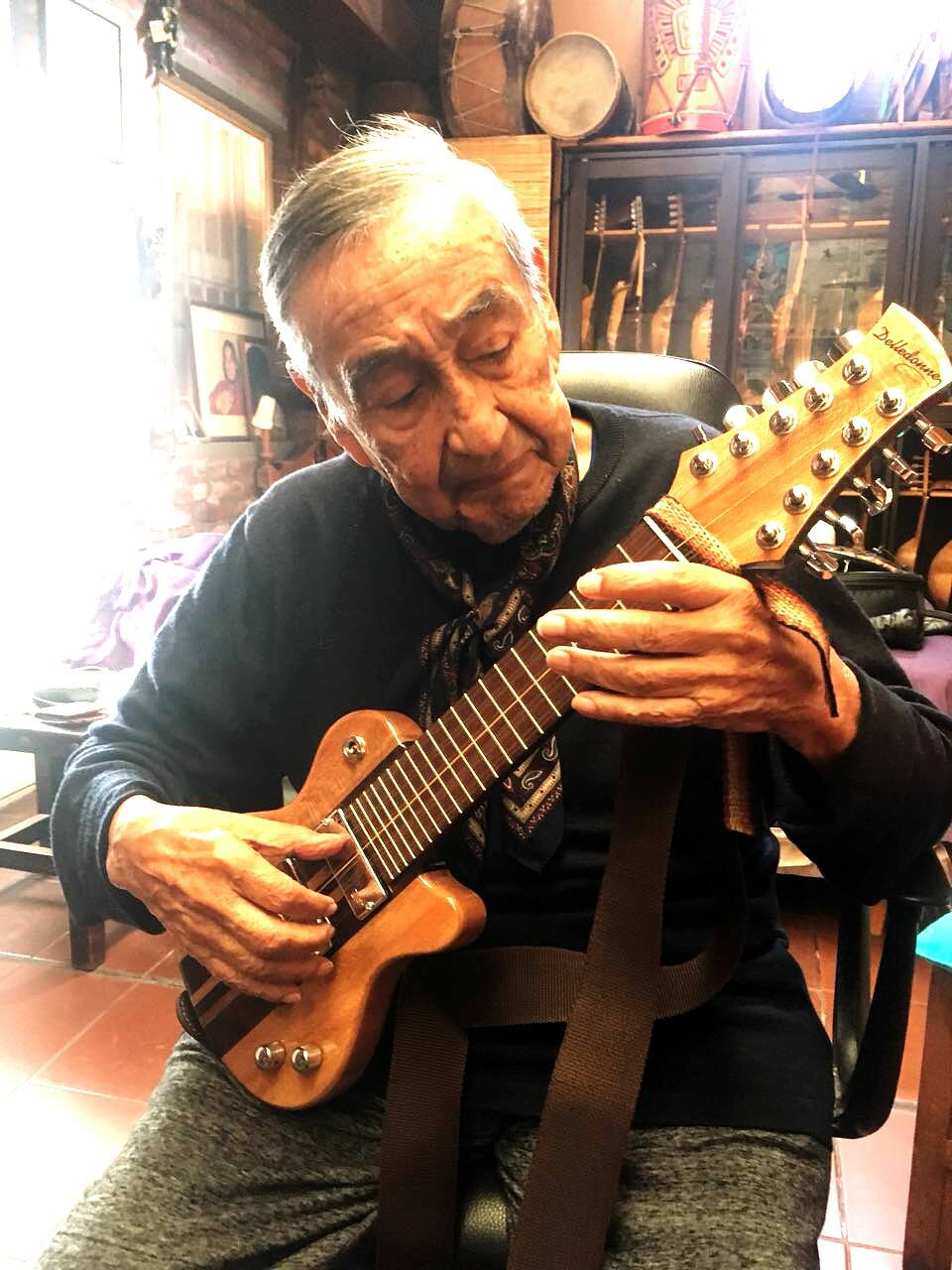
El charanguista argentino Jaime Torres con su charang eléctrico

Entre los principales músicos que han adquirido y promovido el charango eléctrico se encuentra Jaime Torres, uno de los charanguistas más virtuosos y destacados de la Argentina.
Las características propias del charango eléctrico han sido desarrolladas en otros instrumentos de la familia del charango como el Ronroco.